# Moses Annenberg
Moses Louis „Moe“ Annenberg (* 11. Februar 1877 in Ostpreußen; † 20. Juli 1942 in Rochester) war ein US-amerikanischer Verleger und 1936 Herausgeber des Philadelphia Inquirer. Er war auch ein Mobster, der heute der Kosher Nostra zugerechnet wird.

## Leben
Moses Louis Annenberg wurde im damaligen Ostpreußen geboren  und wanderte um die Jahrhundertwende 1900 nach Chicago aus. Annenberg begann seine Karriere in Chicago als Zeitungsverkäufer der Hearst Corporation und gründete die Triangle Publications Inc.
Moe Annenberg hatte aber auch kriminelle Kontakte; 1910 wurde er von der Hearst Corporation angewiesen, seine Verbindung zu den Ragen’s Colts zu nutzen. In Chicago herrschte ein Zeitungskrieg zwischen der Chicago Tribune und dem Hearst-Blatt Chicago Examiner um die Auflage, der auch zu gewaltsamen Auseinandersetzungen auf der Straße führte.  Annenbergs Bruder Maxie Annenberg wurde wegen seiner „Promotion“ in diesem Konflikt angeklagt.
1922 übernahm Annenberg mit finanzieller Hilfe von Johnny Torrio vom Chicago Outfit die Daily Racing Form, eine Zeitung in der die Rennergebnisse veröffentlicht wurden. Diese ging unter ihm dazu über, die Rennergebnisse zeitnah zu veröffentlichen. Auf diese Weise konnten auch jenseits der Rennbahn Sportwetten angeboten werden. Seine Verwicklungen in das illegale Glücksspiele brachten ihn auch in Kontakt mit Meyer Lansky, dessen Freund er wurde. Behilflich bei seinen Wettaktivitäten war insbesondere Frank Erickson, der als rechte Hand von Arnold Rothstein galt, und heute als einer der größten Buchmacher der Ostküste der Vereinigten Staaten seiner Zeit gesehen wird.
Aus einem Papier aus Ellis Island geht hervor, dass Annenberg im August 1923 von einer Reise nach Southampton zurückkehrte. Aus dem Formular ist auch seine Passnummer (No. 280959) und seine damals aktuelle Anschrift ersichtlich: 246, West End Ave. in New York City. Mit ihm reiste seine Ehefrau Sadie C. Anneberg.
1927 nahm er an der „Atlantic City Conference“ des National Crime Syndicate teil. Im gleichen Jahr verkaufte der Spieler Jacob „Monte“ Tennes seine Anteile am Chicago Racing Wire Service an Annenberg. Zwischenzeitlich hatte Annenberg dann auch die Kontrolle über den Continental Press Racing Rire Service erworben, verkaufte diese aber an Arthur B. „Mickey“ McBride aus Ohio, der zum Mayfield Road Mob in Cleveland gehörte. Mit Hilfe seiner Kumpels Bugsy Siegel, Mickey Cohen und Jack Dragna gelang Gus Greenbaum 1928 im Südwesten die Kontrolle über den Trans-America Race Wire Services (Nachrichtenagenturen für Ergebnisse von Pferderennen). Das Monopol wollte Carlos Marcello durch die Übernahme des Continental Press komplettieren, allerdings weigerte sich James M. Ragen, der diese am 15. November 1939 von Moe Annenberg gekauft hatte, und wurde am 15. August 1946 ermordet.
1936 wurde er der Herausgeber des Philadelphia Inquirer. 1939 wurde Annenberg wegen Steuerhinterziehung angeklagt und zu drei Jahren Haft verurteilt. Auf den ersten Blick erscheint seine Verurteilung als ein Routine-Erfolg des Internal Revenue Service durch Elmer Lincoln Irey, der 1931 bereits erfolgreich gegen Al Capone ermittelt hatte und in seiner 27-jährigen Laufbahn über 15.000 Fälle mit einer Erfolgsquote von 90 % bearbeiten sollte. Dieser selbst schrieb in seinem Buch The Tax Dodgers, dass Franklin Delano Roosevelt die IRS aber auch gegen politische Gegner einsetzte.
1942 wurde Annenberg kurz vor seinem Tod aus der Haft entlassen.

## Nachlass
Moses Annenberg und seine Frau Sarah waren seit 1908 Eltern des Philanthropen Walter Annenberg, der die Zeitungen seines Vaters erbte, später verkaufte und das Vermögen zur Gründung der Annenberg Foundation nutzte. Seine Frau starb 1947; sein Sohn 2002.